# Салем (комуна)
Комуна Салем (швед. Salems kommun) — адміністративно-територіальна одиниця місцевого самоврядування, що розташована в лені Стокгольм у центральній Швеції.
Салем — 277-а за величиною території комуна Швеції. Протягом 1974—1982 років входила до складу комуни Ботчирка. Адміністративний центр комуни — місто Салем.

## Населення
Населення становить 158 789 чоловік (станом на вересень 2012 року).
| Кількість населення комуни Салем за 1970-2010 роки | Кількість населення комуни Салем за 1970-2010 роки | Кількість населення комуни Салем за 1970-2010 роки | Кількість населення комуни Салем за 1970-2010 роки | Кількість населення комуни Салем за 1970-2010 роки |
| -------------------------------------------------- | -------------------------------------------------- | -------------------------------------------------- | -------------------------------------------------- | -------------------------------------------------- |
| Рік                                                |                                                    |                                                    | Населення                                          |                                                    |
| 1970                                               | 1970                                               |                                                    | 6 415                                              | 6 415                                              |
| 1975                                               | 1975                                               |                                                    | 12 703                                             | 12 703                                             |
| 1980                                               | 1980                                               |                                                    | 12 879                                             | 12 879                                             |
| 1985                                               | 1985                                               |                                                    | 12 370                                             | 12 370                                             |
| 1990                                               | 1990                                               |                                                    | 12 478                                             | 12 478                                             |
| 1995                                               | 1995                                               |                                                    | 12 871                                             | 12 871                                             |
| 2000                                               | 2000                                               |                                                    | 13 766                                             | 13 766                                             |
| 2005                                               | 2005                                               |                                                    | 14 344                                             | 14 344                                             |
| 2010                                               | 2010                                               |                                                    | 15 391                                             | 15 391                                             |
| Джерело: SCB                                       |                                                    |                                                    |                                                    |                                                    |

## Населені пункти
Комуні підпорядковано міське поселення (tätort) Салем (Salem) та частину району Тумба (Tumba).

## Галерея

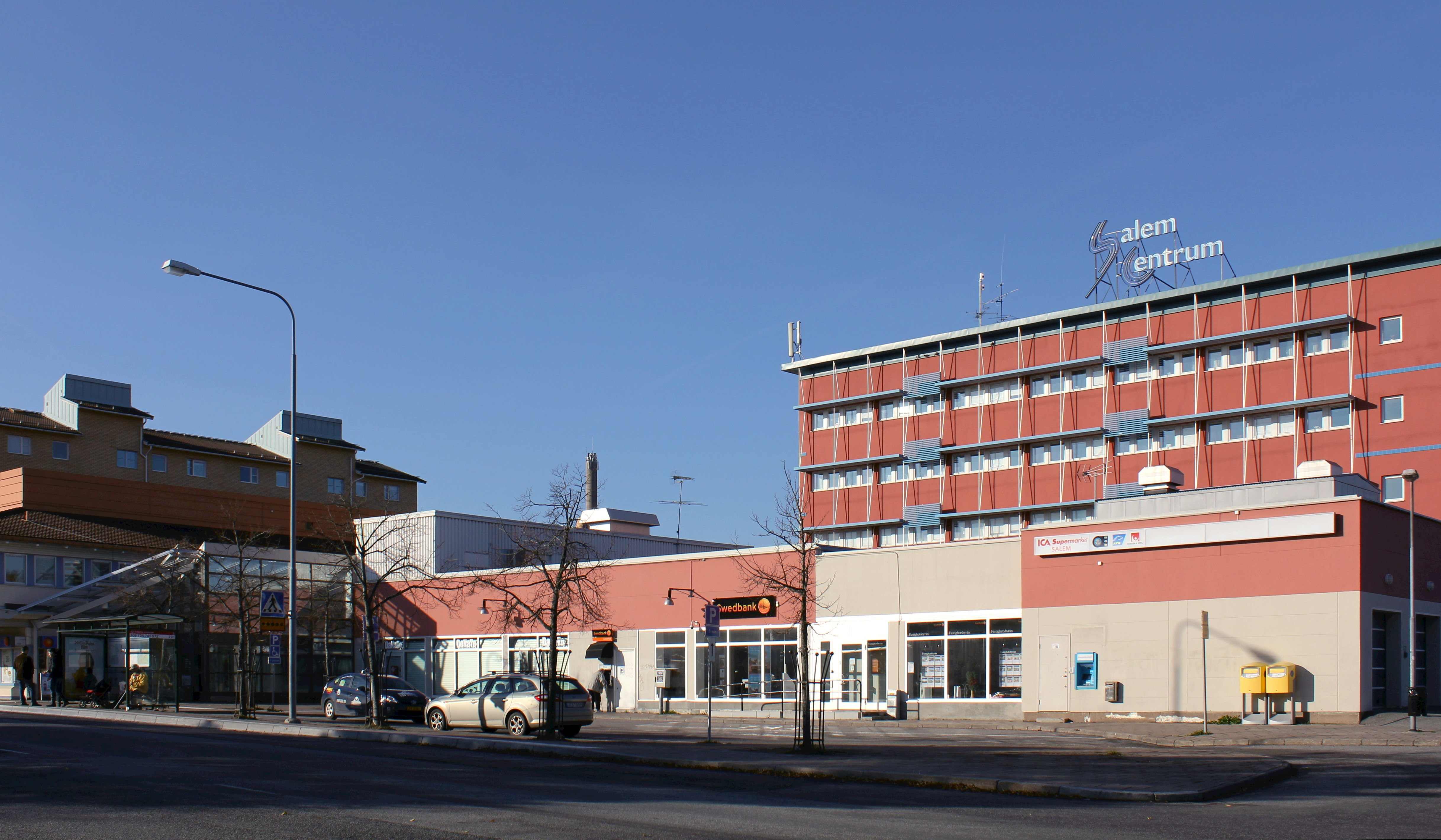
Центр комуни Салем
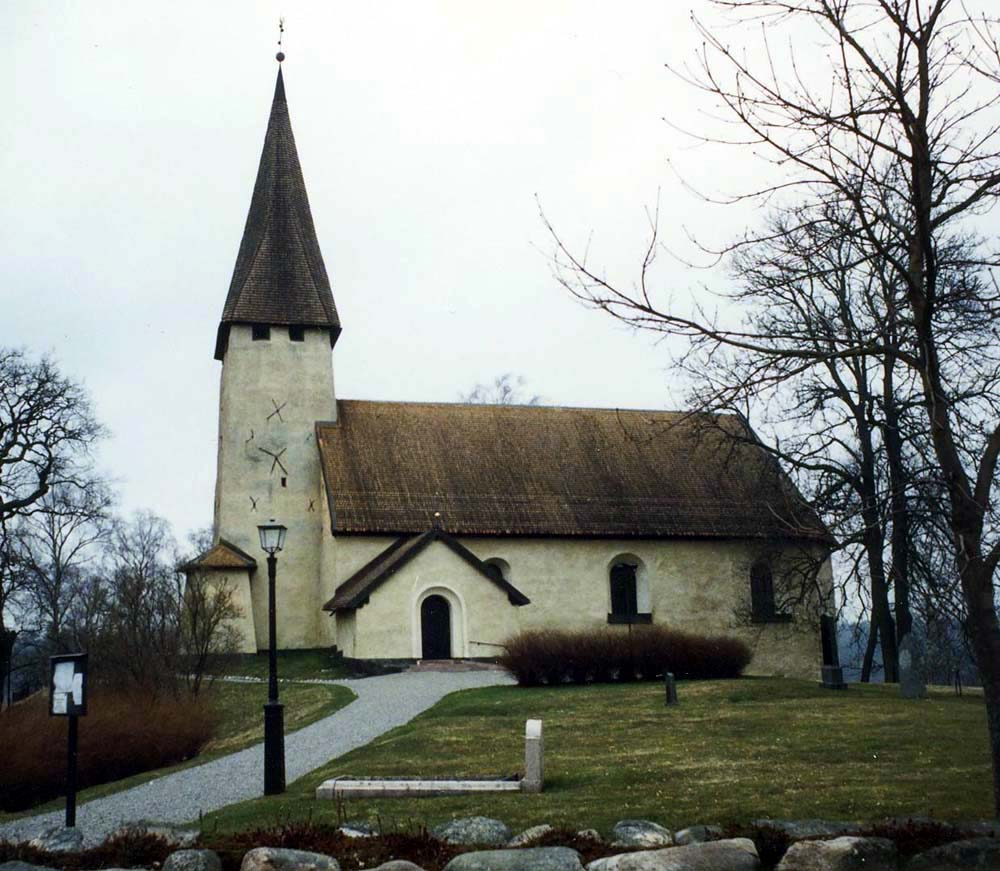
Церква (Салем-Реннінґе)
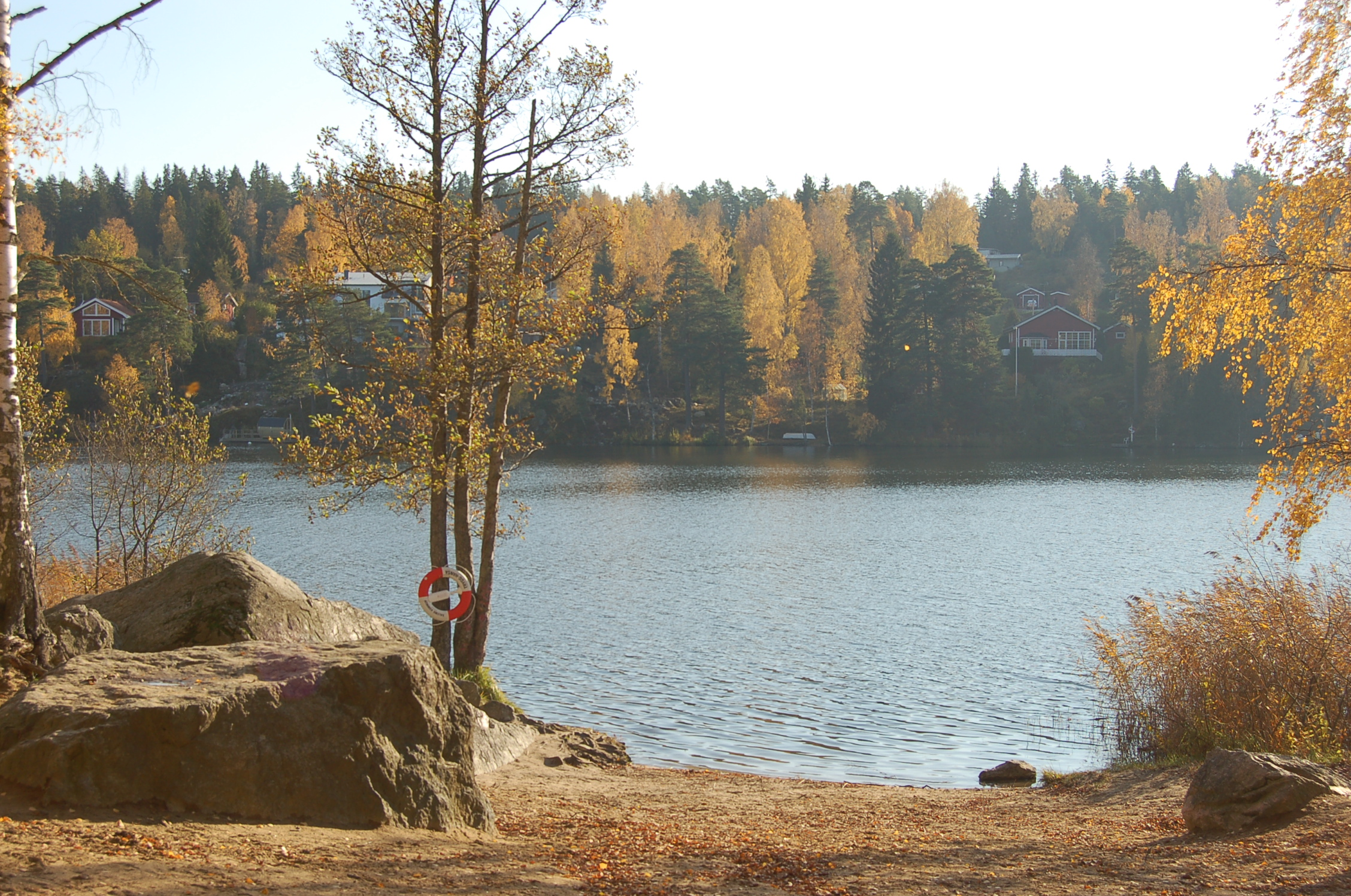
Озеро Уттран
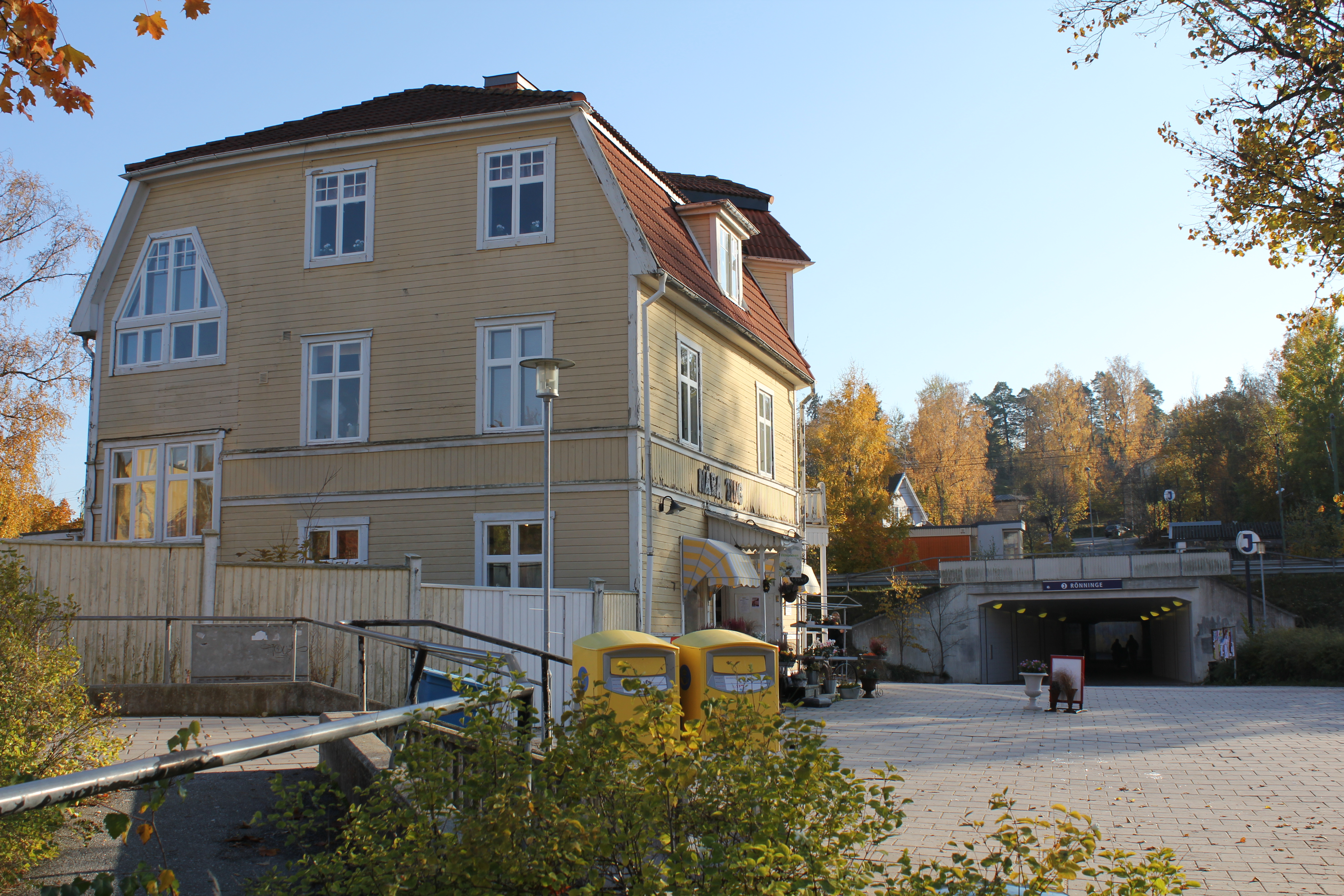
Станція Реннінґе

## Виноски
1. ↑  Andersson P. Sveriges kommunindelning 1863-1993 — Mjölby: Draking, 1993. — 132 с. — ISBN 978-91-87784-05-7
2. ↑  Kommunstyrelsen 2015-2018 — комуна Салем.
3. 1 2  https://www.dn.se/arkiv/stockholm/har-ar-kommunalraden-som-suttit-langst/
4. 1 2  Sammanträdesprotokoll Kommunfullmäktige 2022-02-24, § 4 — комуна Салем.
5. ↑  https://newsroom.notified.com/moderaterna/posts/pressreleases/rickard-liven-eftertrader-lennart-kalderen
6. 1 2  https://www.salem.se/globalassets/7.-kommun-och-politik/namndhandlingar/kf-2023/23-nov/justerat-protokoll-kf-2023-11-23.pdf
7. ↑  Folkmangd i riket, lan och kommuner (шв.) . Центральне бюро статистики Швеції. Архів оригіналу за 20 серпня 2013. Процитовано 17 лютого 2013.